# Rubén Lezcano
Rubén Darío Lezcano Portillo (ur. 9 lutego 2004 w Repatriación) – paragwajski piłkarz występujący na pozycji ofensywnego pomocnika, od 2022 roku zawodnik Libertadu.